# Biblia koshodō no jiken techō
Biblia koshodō no jiken techō (ビブリア古書堂の事件手帖?, Biburia koshodō no jiken techō) è una serie di light novel scritta da En Mikami e illustrata da Hagu Koshijima, pubblicata in sette volumi da ASCII Media Works, sotto l'etichetta Media Works Bunko, tra marzo 2011 e febbraio 2017. Due adattamenti manga hanno iniziato la serializzazione rispettivamente sul Asuka e il Good! Afternoon di Kadokawa Shoten e Kōdansha nel 2012, mentre un adattamento dorama è stato trasmesso in Giappone su Fuji Television tra il 14 gennaio e il 25 marzo 2013. Un film d'animazione e un film live action basati sulla serie sono stati annunciati a febbraio 2017.

## Trama
In un angolo appartato della città di Kamakura, antica capitale del Giappone, sorge una grande libreria antiquaria chiamata Biblia. Shioriko, la giovane proprietaria, è una ragazza molto timida ed introversa con una passione smisurata per i libri; il suo sapere, riguardo antiche edizioni da bibliofili ed autori, è enciclopedico. 
Il suo primo mistero riguarderà la famiglia di Daisuke, un giovane cliente andato alla libreria perché la venda l'intera raccolta della nonna da poco deceduta.

## Protagonisti
- Ayame Gōriki - Shinokawa Shioriko
- Akira - Goura Daisuke
- Ryu Hashizume - Daisuke da giovane (ep. 1)
- Kei Tanaka - Kasai Kikuya
- Kosuke Suzuki - Fujinami Akio
- Hiromi Kitagawa - Yokota Natsumi
- Jesse Lewis - Shinokawa Fumiya
- Erina Mizuno Kosuga Nao
- Reina Triendl - Sasaki Aya
- Risa Naito - Hashimoto Sayaka
- Narumi Yasuda - Shinokawa Chieko
- Keiko Matsuzaka - Goura Eri
- Katsumi Takahashi - Shida Hajime

## Dorama

### Episodi
| Nº | Giapponese 「Kanji」 - Rōmaji                                                                       | In onda          | In onda |
| Nº | Giapponese 「Kanji」 - Rōmaji                                                                       | Giapponese       |         |
| 1  | 「夏目漱石 「それから」」 - Natsume sōseki `sore kara`                                              | 14 gennaio 2013  |         |
| 2  | 「小山清 「落穂拾ひ・聖アンデルセン」」 - Koyama kiyoshi `ochibo Jitsu hi Sei Anderusen`            | 21 gennaio 2013  |         |
| 3  | 「ヴィノグラードフ・クジミン 「論理学入門」」 - Vu~inogurādofu kujimin `ronri-gaku nyūmon`          | 28 gennaio 2013  |         |
| 4  | 「宮沢賢治 「春と修羅」」 - Miyazawa kenji `haru to shura`                                          | 4 febbraio 2013  |         |
| 5  | 「アントニイ・バージェス 「時計じかけのオレンジ」」 - Antonii bājesu `tokeijikakenoorenji`          | 11 febbraio 2013 |         |
| 6  | 「太宰治 「晩年」」 - Dazai osamu `ban'nen`                                                         | 18 febbraio 2013 |         |
| 7  | 「足塚不二雄 「UTOPIA 最後の世界大戦」」 - Ashidzukafujio `UTOPIA saigo no sekai taisen`            | 25 febbraio 2013 |         |
| 8  | 「ロバート・F・ヤング 「たんぽぽ娘」」 - Robāto F yangu `tanpopo musume`                            | 4 marzo 2013     |         |
| 9  | 「タヌキとワニと犬が出てくる、絵本みたいなの」 - Tanuki to wani to inu ga detekuru, ehon mitaina no | 11 marzo 2013    |         |
| 10 | 「江戸川乱歩 「少年探偵團」」 - Edogawa ranpo `shōnen tantei Dan`                                   | 18 marzo 2013    |         |
| 11 | 「江戸川乱歩 「押繪と旅する男」」 - Edogawa ranpo `Osae e to tabi suru otoko`                       | 25 marzo 2013    |         |